# Himmelstalund (äpple)
Himmelstalund är en äppelsort som fått sitt namn från Himmelstalunds herrgård utanför Norrköping, där är troligen också äpplets ursprung. Köttet på detta äpple är gulvit, och smaken är söt och syrlig. Äpplet är såväl ett ätäpple som ett köksäpple. Blomningen på detta äpple är något sen, och äpplet pollineras av äpplen med samtidig blomning. Himmelstalund är mycket motståndskraftig mot skorv, fruktträdskräfta och mjöldagg. I Sverige odlas Himmelstalund gynnsammast i zon I-III och IV.